# Christophe Rochus
Christophe Rochus (* 15. prosince 1978 v Namuru, Belgie) je současný profesionální belgický tenista. Je starším bratrem tenisty Oliviera Rochuse. Ve své dosavadní kariéře zatím vyhrál 1 turnaj ATP ve čtyřhře.

## Finálové účasti na turnajích ATP (5)

### Dvouhra - prohry (2)
| Legenda                                                       |
| ATP International Series Gold / ATP World Tour 500 Series (1) |
| ATP International Series / ATP World Tour 250 Series (1)      |

| Č. | Datum          | Turnaj                | Povrch | Vítěz               | Výsledek |
| 1. | 4. květen 2003 | Valencia, Španělsko   | antuka | Juan Carlos Ferrero | 6-2, 6-4 |
| 2. | 26. únor 2006  | Rotterdam, Nizozemsko | tvrdý  | Radek Štěpánek      | 6-0, 6-3 |

### Čtyřhra - výhry (1)
| Legenda                                                  |
| ATP International Series / ATP World Tour 250 Series (1) |

| Č. | Datum         | Turnaj        | Povrch | Partner        | Soupeři ve finále             | Výsledek |
| 1. | 9. leden 2000 | Čennaj, Indie | tvrdý  | Julien Boutter | Saurav Pandža Srinath Prahlad | 7-5, 6-1 |

### Čtyřhra - prohry (2)
| Legenda                                                       |
| ATP International Series Gold / ATP World Tour 500 Series (1) |
| ATP International Series / ATP World Tour 250 Series (1)      |

| Č. | Datum             | Turnaj              | Povrch | Partner        | Vítězové                  | Výsledek       |
| 1. | 31. červenec 2005 | Kitzbühel, Rakousko | antuka | Olivier Rochus | Leoš Friedl Andrei Pavel  | 6-2, 6-75, 6-0 |
| 2. | 8. leden 2006     | Dauhá, Katar        | tvrdý  | Olivier Rochus | Jonas Björkman Max Mirnyj | 2-6, 6-3, 10-8 |

## Davisův pohár
Christophe Rochus se zúčastnil 12 zápasů v Davisově poháru  za tým Belgie s bilancí 3-10 ve dvouhře a 2-4 ve čtyřhře.

## Postavení na žebříčku ATP na konci roku

### Dvouhra
| Rok    | 1996 | 1997   | 1998   | 1999   | 2000  | 2001  | 2002   | 2003  | 2004   | 2005  | 2006  | 2007   | 2008  |
| Pořadí | 908. | ▲ 416. | ▲ 203. | ▲ 121. | ▲ 75. | ▲ 69. | ▼ 146. | ▲ 85. | ▼ 112. | ▲ 52. | ▼ 64. | ▼ 191. | ▲ 69. |

### Čtyřhra
| Rok    | 1996  | 1997   | 1998   | 1999   | 2000   | 2001    | 2002   | 2003   | 2004   | 2005   | 2006  | 2007   | 2008   |
| Pořadí | 1003. | ▲ 505. | ▲ 331. | ▼ 441. | ▲ 190. | ▼ 1111. | ▲ 248. | ▼ 258. | ▼ 358. | ▲ 149. | ▲ 73. | ▼ 323. | ▼ 503. |